# Alos-Sibas-Abense
Alos-Sibas-Abense (tiếng Basque: Aloze-Ziboze-Onizegaine) là một xã thuộc tỉnh Pyrénées-Atlantiques trong vùng Aquitaine ở tây nam nước Pháp. Xã này nằm ở khu vực có độ cao trung bình 221 mét trên mực nước biển.
Xã nằm trong tỉnh cũ Soule.